# Suzuki Yasutomo
Suzuki Yasutomo (鈴木 康友  sinh ngày 23 tháng 8 năm 1957) là chính khách người Nhật Bản. Trước đây, ông từng làm thị trưởng thành phố Hamamatsu từ ngày 1 tháng 5 năm 2007 đến ngày 1 tháng 5 năm 2023. Hiện tại, ông đang giữ chức làm thống đốc tỉnh Shizuoka kể từ ngày 26 tháng 5 năm 2024.